# Hybocestus octonodus
Hybocestus octonodus är en mångfotingart som beskrevs av Hoffman 1959. Hybocestus octonodus ingår i släktet Hybocestus och familjen Sphaeriodesmidae. Inga underarter finns listade i Catalogue of Life.